# Nico Pleimling
Nico Pleimling (Ciutat de Luxemburg, 15 de desembre de 1938) és un ex-ciclista luxemburguès, que va competir en la prova de contrarellotge per equips dels Jocs Olímpics d'Estiu de 1960 disputats a la ciutat de Roma.